# Daniel Brühl
Daniel César Martín Brühl González Domingo, più noto come Daniel Brühl (Barcellona, 16 giugno 1978), è un attore tedesco con cittadinanza spagnola.

## Biografia
Daniel Brühl è nato a Barcellona da madre spagnola, l'insegnante Marisa González Domingo, e padre tedesco nato in Brasile, Hanno Brühl, di professione regista televisivo. Ha un fratello, Oliver, e una sorella, Miriam. Poco dopo la sua nascita la famiglia si trasferì a Colonia, in Germania Ovest, dove compì gli studi. Poliglotta, parla fluentemente tedesco, spagnolo, inglese, francese, catalano e portoghese. Inizia a recitare in giovane età esordendo, nel 1995, nei panni di un ragazzino di strada nella soap opera Verbotene Liebe. Dopo aver preso parte a diverse pellicole minori, nel 2003 raggiunge la fama internazionale con l'interpretazione di Alex Kerner nel film Good Bye, Lenin!, grazie al quale vince lo European Film Award come miglior attore.

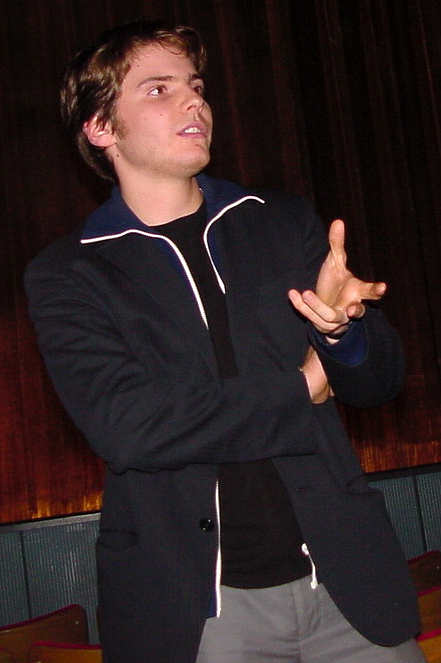
Brühl nel 2002

Sempre nello stesso anno, si cimenta nel doppiaggio prestando la propria voce al personaggio di Kenai nella versione tedesca del film d'animazione Koda, fratello orso, mentre l'anno successivo figura tra i protagonisti del grottesco The Edukators. Nello stesso anno, Brühl debutta in lingua inglese con Ladies in Lavender, affiancando, nel ruolo di un talentuoso violinista polacco, Judi Dench e Maggie Smith. Nello stesso anno vince nuovamente l'European Film Award per il film Was nützt die Liebe in Gedanken. Nel 2005 interpreta il tenente Horstmaye nel film Joyeux Noël - Una verità dimenticata dalla storia, incentrato sulla tregua di Natale del 1914 durante la prima guerra mondiale. Nel 2006 viene invitato a far parte della giuria dei cortometraggi al Festival di Cannes; nello stesso anno appare prima in un cameo nella commedia romantica di Julie Delpy 2 giorni a Parigi, e successivamente è protagonista di Salvador - 26 anni contro, nel quale impersona Salvador Puig Antich, un anarchico catalano giustiziato nell'era di Francisco Franco. Nel 2007 recita una piccola parte in The Bourne Ultimatum - Il ritorno dello sciacallo.
Nel 2008 interpreta un giovane soldato nazista nel film Campo 19 a fianco di John Malkovich, mentre nel 2009 entra nei panni di Frederik Zoller, un eroe di guerra tedesco, nel film di Quentin Tarantino Bastardi senza gloria, a fianco di Brad Pitt; questo suo ruolo gli permette di vincere uno Screen Actors Guild Award, condiviso con il resto del cast.
Nel maggio seguente lancia inoltre la compagnia di produzione cinematografica Fouronfilm, in collaborazione con la Film1. Nel 2011 partecipa al thriller-horror Intruders, diretto dal regista spagnolo Juan Carlos Fresnadillo, a fianco di Clive Owen, e nella commedia E se vivessimo tutti insieme?, con Jane Fonda, mentre l'anno successivo prende parte al film collettivo 7 Days in Havana, recitando nel segmento La tentación de Cecilia diretto da Julio Medem. Nel 2013 è protagonista, assieme a Chris Hemsworth, della pellicola di Ron Howard Rush, dove impersona il pilota di Formula 1 Niki Lauda; sempre nello stesso anno, Brühl veste i panni di Daniel Domscheit-Berg, un importante ex-collaboratore di WikiLeaks, nel film Il quinto potere.
Nel 2016 ha interpretato il villain colonnello Helmut Zemo nel film Captain America: Civil War appartenente al Marvel Cinematic Universe. L'anno seguente ha vestito i panni dell'ufficiale nazista Lutz Heck nel film La signora dello zoo di Varsavia, adattamento cinematografico del romanzo di Diane Ackerman Gli ebrei allo zoo di Varsavia, mentre nel 2018 ha partecipato al film The Cloverfield Paradox. Dopo aver recitato nel 2021 in The King's Man - Le origini, film diretto da Matthew Vaughn, nel 2022 veste i panni del co-protagonista in Niente di nuovo sul fronte occidentale, diretto da Edward Berger.
Nel 2024 interpreta Karl Lagerfeld nella serie francese Becoming Karl Lagerfeld.

## Vita privata

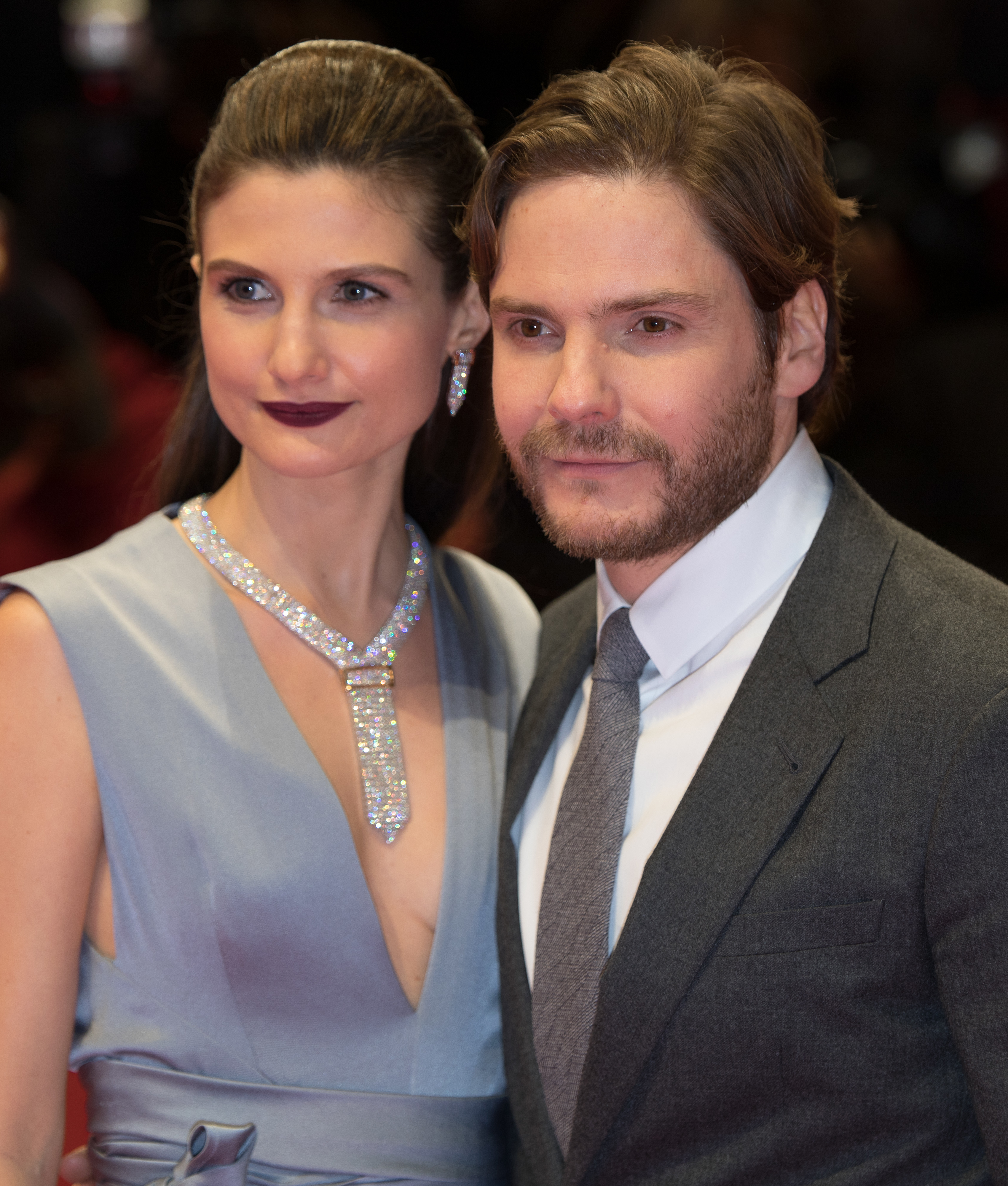
Brühl (a destra) con la compagna Felicitas Rombold alla Berlinale 2018

Nel 2006 si separa dall'attrice Jessica Schwarz, con la quale era stato a lungo fidanzato. Dal 2010 ha una relazione con la psicologa Felicitas Rombold; la coppia ha due figli.

## Filmografia

### Attore

#### Cinema
- Schlaraffenland, regia di Friedemann Fromm (1999)
- Eine Handvoll Gras, regia di Roland Suso Richter (2000)
- Deeply, regia di Sheri Elwood (2000)
- Stundenhotel, regia di Susanne Boeing (2000)
- Schule, regia di Marco Petry (2000)
- Das weiße Rauschen, regia di Hans Weingartner (2001)
- Honolulu, regia di Uschi Ferstl (2001)
- Nichts bereuen, regia di Benjamin Quabeck (2001)
- Elefantenherz, regia di Züli Aladag (2002)
- Vaya con Dios, regia di Zoltan Spirandelli (2002)
- Good Bye, Lenin!, regia di Wolfgang Becker (2003)
- Die Klasse von '99 - Schule war gestern, Leben ist jetzt, regia di Marco Petry (2003)
- Der letzte Flug, regia di Roger Moench - cortometraggio (2004)
- Was nützt die Liebe in Gedanken, regia di Achim von Borries (2004)
- The Edukators (Die fetten Jahre sind vorbei), regia di Hans Weingartner (2004)
- Ladies in Lavender, regia di Charles Dance (2004)
- Farland, regia di Michael Klier (2004)
- Joyeux Noël - Una verità dimenticata dalla storia (Joyeux Noël), regia di Christian Carion (2005)
- Cargo, regia di Clive Gordon (2006)
- Salvador - 26 anni contro (Salvador Puig Antich), regia di Manuel Huerga (2006)
- Ein Freund von mir, regia di Sebastian Schipper (2006)
- 2 giorni a Parigi (2 Days in Paris), regia di Julie Delpy (2007)
- The Bourne Ultimatum - Il ritorno dello sciacallo (The Bourne Ultimatum), regia di Paul Greengrass (2007)
- Campo 19 (In Tranzit), regia di Tom Roberts (2008)
- Un poco de chocolate, regia di Aitzol Aramaio (2008)
- Krabat e il mulino dei dodici corvi (Krabat), regia di Marco Kreuzpaintner (2008)
- John Rabe, regia di Florian Gallenberger (2009)
- La contessa (The Countess), regia di Julie Delpy (2009)
- Bastardi senza gloria (Inglourious Basterds), regia di Quentin Tarantino (2009)
- Scrittore per caso (Lila, Lila), regia di Alain Gsponer (2009)
- Dinosaurier, regia di Leander Haußmann (2009)
- Kóngavegur, regia di Valdís Óskarsdóttir (2010)
- Die kommenden Tage, regia di Lars Kraume (2010)
- Lezioni di sogni (Der ganz große Traum), regia di Sebastian Grobler (2011)
- E se vivessimo tutti insieme? (Et si on vivait tous ensemble?), regia di Stéphane Robelin (2011)
- Eva, regia di Kike Maíllo (2011)
- Intruders, regia di Juan Carlos Fresnadillo (2011)
- 2 giorni a New York (2 Days in New York), regia di Julie Delpy (2012)
- Striscia vincente (The Pelayos), regia di Eduard Cortés (2012)
- La tentación de Cecilia, episodio di 7 Days in Havana (7 días en La Habana) regia di Julio Medem (2012)
- Rush, regia di Ron Howard (2013)
- Il quinto potere (The Fifth Estate), regia di Bill Condon (2013)
- La spia - A Most Wanted Man (A Most Wanted Man), regia di Anton Corbijn (2014)
- Meredith - The Face of an Angel (The Face of an Angel), regia di Michael Winterbottom (2015)
- Woman in Gold, regia di Simon Curtis (2015)
- Colonia, regia di Florian Gallenberger (2015)
- Il sapore del successo (Burnt), regia di John Wells (2015)
- Captain America: Civil War, regia di Anthony e Joe Russo (2016)
- Lettere da Berlino (Alone in Berlin), regia di Vincent Pérez (2016)
- La signora dello zoo di Varsavia (The Zookeeper's Wife), regia di Niki Caro (2017)
- 7 giorni a Entebbe (Entebbe), regia di José Padilha (2018)
- The Cloverfield Paradox, regia di Julius Onah (2018)
- The King's Man - Le origini (The King's Man), regia di Matthew Vaughn (2021)
- Niente di nuovo sul fronte occidentale (Im Westen nichts Neues), regia di Edward Berger (2022)
- Race for Glory: Audi vs. Lancia, regia di Stefano Mordini (2024)
- Eden, regia di Ron Howard (2024)

#### Televisione
- Verbotene Liebe – soap opera, 16 puntate (1995)
- Svens Geheimnis, regia di Roland Suso Richter – film TV (1995)
- Der Pakt - Wenn Kinder töten, regia di Miguel Alexandre – film TV (1996)
- Amici per la pelle (Freunde fürs Leben) – serie TV, 4 episodi (1997)
- Polizeiruf 110 – serie TV, episodio 26x08 (1997)
- Soko 5113 – serie TV, episodio 14x07 (1998)
- Blutiger Ernst, regia di Bernd Böhlich – film TV (1998)
- Tatort – serie TV, episodi 1x382-1x452 (1998; 2000)
- Hin und weg, regia di Hanno Brühl – film TV (1999)
- Sturmzeit – serie TV, episodio 1x04 (1999)
- Ein mörderischer Plan, regia di Matti Geschonneck – film TV (2001)
- Eine öffentliche Affäre, regia di Rolf Schübel – film TV (2001)
- L'alienista (The Alienist) – serie TV, 18 episodi (2018-2020)
- The Falcon and the Winter Soldier – miniserie TV, 5 puntate (2021)
- Becoming Karl Lagerfeld – serie TV, 6 episodi (2024)

### Regista
- Next Door (2021)

### Produttore
- My Zoe, regia di Julie Delpy (2019) - produttore esecutivo
- Fairyfail, regia di Andreas Buchhalter (2020) - videogioco
- Next Door, regia di Daniel Brühl (2021)

### Doppiatore
- Scimmie come noi (Le château des singes), regia di Jean-François Laguionie (1999)
- Koda, fratello orso, regia di Aaron Blaise e Robert Walker (2003) - doppiaggio tedesco

## Riconoscimenti
- Golden Globe
  - 2014 – Candidatura per il miglior attore non protagonista per Rush
  - 2019 – Candidatura per il miglior attore in una mini-serie o film per la televisione per L'Alienista

- British Academy Film Awards
  - 2014 – Candidatura per il miglior attore non protagonista per Rush

- Critics' Choice Awards
  - 2014 – Candidatura per il miglior attore non protagonista per Rush

- Empire Awards
  - 2014 – Candidatura per il miglior attore non protagonista per Rush

- European Film Awards
  - 2003 – Miglior attore per Good Bye, Lenin!
  - 2003 – Premio del pubblico al miglior attore per Good Bye, Lenin!
  - 2004 – Candidatura per il miglior attore per The Edukators
  - 2004 – Premio del pubblico al miglior attore per Was nützt die Liebe in Gedanken

- Festival Internazionale del Cinema di Berlino
  - 2003 – Shooting Stars Award
  - 2021 – Candidatura per l'Orso d'oro per Next Door

- Premio Goya
  - 2007 – Candidatura per il miglior attore protagonista per Salvador - 26 anni contro
  - 2012 – Candidatura per il miglior attore protagonista per Eva

- Santa Barbara International Film Festival
  - 2014 – Virtuoso Award per Rush

- Satellite Award
  - 2019 – Candidatura per il miglior attore in una miniserie o film per la televisione per L'alienista

- Screen Actors Guild Award
  - 2010 – Miglior cast cinematografico per Bastardi senza gloria
  - 2014 – Candidatura per il miglior attore non protagonista cinematografico per Rush

- Teen Choice Awards
  - 2016 – Candidatura per il miglior cattivo per Captain America: Civil War

## Doppiatori italiani
Nelle versioni in italiano delle opere in cui ha recitato, Daniel Brühl è stato doppiato da:
- Francesco Pezzulli in Good Bye, Lenin!, Salvador - 26 anni contro, 2 giorni a Parigi, Bastardi senza gloria, Scrittore per caso, Eva, Rush, Il quinto potere, La spia - A Most Wanted Man, Woman in Gold, Colonia, Il sapore del successo, Captain America: Civil War, Lettere da Berlino, La signora dello zoo di Varsavia, L'alienista, The King's Man - Le origini, The Falcon and the Winter Soldier, Niente di nuovo sul fronte occidentale, Race for Glory: Audi vs. Lancia, Eden, Becoming Karl Lagerfeld
- Fabrizio Manfredi in Joyeux Noël - Una verità dimenticata dalla storia, John Rabe, Lezioni di sogni
- Alessandro Tiberi in Ladies in Lavender
- Federico Di Pofi in The Bourne Ultimatum - Il ritorno dello sciacallo
- Andrea Mete in Krabat e il mulino dei dodici corvi
- Luca Ferrante in La contessa
- Alessandro Budroni in E se vivessimo tutti insieme?
- Massimiliano Manfredi in Intruders
- Stefano Crescentini in 7 Days in Havana
- Guido Di Naccio in 7 giorni a Entebbe
- Massimo De Ambrosis in The Cloverfield Paradox